# Historia di Terni
L'Historia di Terni, terminata nel 1646 e pubblicata per la prima volta nel 1648, è un'opera sulla storia di Terni di scritta da Francesco Angeloni, storico e collezionista d'arte originario della città umbra.
L'opera è dedicata dall'autore al cardinale Giulio Mazzarino, successore di Richelieu nella cura del Regno di Francia.

## Struttura dell'opera
L'Historia di Terni è articolata in tre parti, ognuna strutturata con un differente metodo.
Nella prima parte l'autore parla del periodo romano, con uno stile simile a quello adottato nella "Historia Augusta" (opera dello stesso autore).
La seconda parte contiene trattazioni basate sugli scritti degli archivi, tuttavia con grandi vuoti dovuti alla perdita nei secoli precedenti di consistente materiale documentale; i Priori ternani, al fine di facilitare l'autore, incaricarono due funzionari, Luca Donati e Francesco Paradisi, di inventariare e ordinare i documenti disponibili.
La terza parte riguarda una descrizione della città e del suo territorio all'inizio del XVII secolo, con allegata una carta, commissionata al capitano Domizio Gubernari proprio in vista della pubblicazione. Con la descrizione della città nell'epoca a lui contemporanea, l'Angeloni intendeva mostrare il ruolo attivo della città e non solo le vestigia del passato.

## Edizioni
- Francesco Angeloni, Historia di Terni descritta da Francesco Angeloni, et dedicata all'eminentissimo, e reuerendissimo signor cardinale Giulio Mazarini, 1ª ed., nella stamperia di Andrea Fei, 1646.